# عباس علي خلعتبري
عباس علي خلعتبري (بالفارسية: عباسعلی خلعتبری) (و.1912 - 11 أبريل 1979)دبلوماسي إيراني.

## التعليم
حصل على البكالوريوس في العلوم السياسية في باريس عام 1936. وحصل على الدكتوراه في القانون، أيضًا في باريس عام 1938.

## مناصب
كان وزيراً للخارجية في حكومة أمير عباس هويدا من 12 سبتمبر 1971 - 27 أغسطس 1978.
قبل تولي الوزارة، شغل منصب سفير إيران في وارسو لمدة ثلاث سنوات ثم أصبح أمينًا عامًا لسانتو.